# Estación Ayurá (Metro de Medellín)
La Estación Ayurá es la decimoséptima estación de la Línea A del Metro de Medellín hacia el sur y la quinta en sentido contrario, fue inaugurada en 1996.
La estación se encuentra adyacente al intercambio vial de La Ayurá, en donde confluyen la Avenida Regional y la Calle 25 Sur/Calle 85 (itagüí). Además, muy cerca de la entrada del costado occidental se ubica la Central Mayorista de Antioquia, el mercado mayorista más grande del departamento.

## Diagrama de la estación
|       |                                                       |     |
|       | Plataforma lateral, las puertas se abren a la derecha |     |
| Norte | ← hacia Aguacatala (Estación Niquía)                  | Sur |
| Norte | → hacia Envigado (Estación La Estrella )              | Sur |
|       | Plataforma lateral, las puertas se abren a la derecha |     |
|       |                                                       |     |

## Horario
| Horarios de estación                  | Lunes a viernes | Sábado | Domingo y festivos |
| ------------------------------------- | --------------- | ------ | ------------------ |
| Primer tren con dirección Niquía      | 04:38           | 04:38  | 05:08              |
| Primer tren con dirección La Estrella | 04:39           | 04:39  | 05:10              |
| Último tren con dirección Niquía      | 22:52           | 22:52  | 22:09              |
| Último tren con dirección La Estrella | 23:12           | 23:12  | 22:31              |

## Rutas integradas
| RUTA   | NOMBRE            | DESTINO |
| ------ | ----------------- | ------- |
| 6380   | Ayurá - San Mateo |         |
| 6405   | Alto de Misael A  |         |
| 6402-1 | San Lucas 1       |         |
| C-ITA  | Circular Itagüí   |         |

## Zonas de interés
- Barrio Jardines
- Casa Museo Fernando González Otraparte
- Central Mayorista de Antioquia